# Apanteles statius
Apanteles statius är en stekelart som beskrevs av Nixon 1965. Apanteles statius ingår i släktet Apanteles och familjen bracksteklar. Inga underarter finns listade i Catalogue of Life.